# Aleksander Heinrich
Aleksander Ernest Heinrich (ur. 28 lipca 1901 w Karaklis (obecnie Wanadzor) w Armenii na Kaukazie, zm. 22 maja 1942 w Auschwitz-Birkenau) – polski prawnik, działacz akademicki i narodowy, dziennikarz. Jeden z przywódców ONR, później w ONR „ABC”.

## Życiorys
Był synem Aleksandra Antoniego (przedsiębiorca budowlany z Baku) i Zofii Kozakowskiej. Rodzina w 1907 przyjechała do Skierniewic. Tutaj uczęszczał do Gimnazjum Realnego (1911–1921), zaangażował się w harcerstwo (został komendantem hufca). W 1918 rozbrajał Niemców i pełnił obowiązki komendanta skierniewickiego dworca kolejowego. Walczył w 1920 w 5 pułku piechoty Legionów (lipiec-listopad 1920).
Od 1921 do 1926 studiował prawo na Uniwersytecie Warszawskim oraz w Szkole Nauk Politycznych. Był komendantem chorągwi warszawskiej i członek zarządu chorągwi mazowieckiej ZHP. Był żeglarzem (Yacht Klub Polski). Dwukrotny prezes Ogólnopolskiego Związku Akademickich Kół Naukowych i Naczelnego Komitetu Akademickiego. Członek korporacji akademickiej „Aquilonia”. Politycznie związał się z ruchem narodowym. Należał do Młodzieży Wszechpolskiej i Obozu Wielkiej Polski.
Od 1928 do wybuchu II wojny światowej jako „Andrzej Burski” redagował w „Kurierze Warszawskim” rubrykę „Kronika akademicka”. Publikował też w „Akademiku Polskim” i „Głosie Akademickim”. Wchodził w skład redakcji „ABC”. Członek zarządu Związku Dziennikarzy RP. Od 1929 był sekretarzem Towarzystwa Ubezpieczeniowego Prudential.
Należał do Ogniska Głównego, które stanowiło część tajnej Straży Narodowej, kierującej działaniami środowisk endecji. Był zwolennikiem narodowo-radykalnych działań politycznych, stąd zaangażował się w działalność Komitetu Organizacyjnego ONR. W związku z pracą zawodową nie był sygnatariuszem deklaracji programowej nowego ugrupowania. Kiedy zagroziło mu umieszczenie w Berezie – ukrywał się u Stanisławy Tesche (współredagowała „Kronikę akademicką”). Od 1937 opowiadał się za porozumieniem z sanacją: wziął udział w komersie Korporacji „Arkonia” i spotkał się wspólnie z innymi narodowymi radykałami z marszałkiem Edwardem Rydzem-Śmigłym. Uczestniczył także w kolejnym spotkaniu w 1938. W 1939 Heinrich reprezentował ONR w komitecie pożyczki ogólnonarodowej na rozwój lotnictwa obok Rydza-Śmigłego, Eugeniusza Kwiatkowskiego i Augusta Hlonda.
W czasie oblężenia Warszawy we wrześniu 1939 doznał urazów, w wyniku których musiał się poddać długotrwałemu leczeniu. Po powrocie do zdrowia, już w początkowym okresie działalności podziemnej w czasie okupacji niemieckiej został 11 stycznia 1941 wraz z bratem aresztowany przez Gestapo. Początkowo więziony był na Pawiaku, skąd następnie został 30 marca 1941 przewieziony do niemieckiego obozu zagłady KL Auschwitz (numer obozowy 10003), gdzie zmarł z wycieńczenia.